# Сплав Вуда
Сплав Вуда — легкоплавкий сплав, изобретённый в 1860 году американским дантистом Барнабасом Вудом (Barnabas Wood). Температура плавления — 60—68,5 °C, плотность — 9720 кг/м³. Как и чистый висмут, сплав Вуда обладает температурной аномалией, т.е. при нагревании уменьшается в объёме. 
Состав:
- Олово — 12,5 %;
- Свинец — 25 %;
- Висмут — 50 %;
- Кадмий — 12,5 %.

Существует и ряд других рецептов сплава Вуда с низкой точкой плавления.

## Токсичность
Сплав Вуда токсичен из-за содержания в нём кадмия, поэтому контакт с голой кожей считается вредным, особенно в расплавленном состоянии. Известно, что пары из кадмиевых сплавов представляют опасность для человека. Отравление кадмием несет риск рака, аносмии (потери обоняния) и повреждения печени, почек, нервов, костей и дыхательной системы.
Пыль может образовывать легковоспламеняющиеся смеси с воздухом.
Также сплав Вуда, как и сплав Розе, имеет в составе свинец, что также представляет опасность для здоровья.

## Применение
Сплав Вуда применяется в прецизионном литье, в операциях изгиба тонкостенных труб, в качестве выплавляемых стержней при изготовлении полых тел способом гальванопластики, для заливки металлографических шлифов, в датчиках систем пожарной сигнализации, в качестве низкотемпературной нагревательной бани в химических лабораториях и др.
Из-за низкой температуры плавления использовался в качестве шутки — субъекту розыгрыша давали ложку из сплава Вуда и предлагали размешать ей горячий чай, в котором ложка плавилась.

## Популярные ошибки
Из-за происхождения фамилии Вуд от англ. wood (лес, древесина), неопытные технические переводчики иногда называют сплав «деревянным металлом».
Изобретение сплава часто приписывают американскому физику Роберту Вильямсу Вуду, тем более, что розыгрыш с использованием сплава упоминается в биографической книге о нём В. Сибрука, однако знаменитый физик родился только в 1868 году, через 8 лет после этого изобретения, и, более того, даже не является родственником изобретателя сплава — Барнабаса Вуда.